# Adelardo Rodríguez
Adelardo Rodríguez Sánchez (Badajoz, 26 settembre 1939) è un ex calciatore spagnolo, di ruolo centrocampista. Campione d'Europa con la nazionale spagnola nel 1964.

## Carriera

### Club
Dopo aver giocato nelle giovanili di diverse squadre dell'Estremadura, firmò nel 1959 per l'Atlético de Madrid. Con i Colchoneros debuttò il 13 settembre 1959 nella partita vinta 3-0 contro il Las Palmas.
Totalizzò in massima divisione 401 presenze, andando a segno in 73 occasioni. Per omaggiare il suo addio al calcio giocato, la società organizzò per il 1º settembre 1976 un'amichevole con il Messico, vinta 0-1 proprio dai centroamericani.

### Nazionale
Con la Spagna debuttò il 6 giugno 1962 a Viña del Mar contro il Brasile in una partita del girone del campionato del mondo 1962, vinta dai brasiliani 2-1. Giocò la sua ultima partita in Nazionale il 28 ottobre 1970 a Saragozza contro la Grecia vinta 2-1 dagli iberici.
Partecipò, oltre al Campionato del mondo del 1962, al vittorioso campionato d'Europa 1964, dove però non scese mai in campo, ed al campionato del mondo 1966. Collezionò complessivamente 14 presenze, andando a segno in due occasioni.

## Palmarès

### Club

#### Competizioni nazionali
- Campionato spagnolo: 3

Atletico Madrid: 1965-1966, 1969-1970, 1972-1973
- Coppa di Spagna: 5

Atletico Madrid: 1960, 1961, 1965, 1972, 1976

#### Competizioni internazionali
- Coppa delle Coppe: 1

Atletico Madrid: 1961-1962
- Coppa Intercontinentale: 1

Atletico Madrid: 1974

### Nazionale
- Campionato d'Europa: 1

Spagna 1964